# Dołek (Marszewo)
Dołek – nieoficjalna część wsi Marszewo w województwie zachodniopomorskim, w powiecie sławieńskim, w gminie Postomino.
Osada obejmująca zabudowania położone na zachód od głównej drogi przebiegającej przez wieś, nieco niżej niż centrum Marszewa.
W latach 1975–1998 miejscowość administracyjnie należała do województwa słupskiego.